# 렌페 100급
렌페 100급 또는 AVE 100급(스페인어: Renfe Class 100, AVE Class 100)은 스페인의 철도 기업인 렌페가 운행하는 고속열차로 AVE 최초의 고속철도 차량으로 TGV 아틀랑티크 모델을 기반으로 제작했다.

## 개요
1992년 알스톰에서 TGV 아틀랑티크 모델을 기초로 발주해 현재는 18편성으로 운행하고 있다. 그 중 6편성의 경우 알스톰의 계약 문제에 따른 이를 무마하는 차원에서 주문 편성 중 표준궤로 변경과 동시에 2편성은 그대로 도입한 반면 6편성은 당초 주문대로 광궤용으로 납품받아 운행을 했는데 이 모델이 렌페 101급으로 2009년까지 유로메드로 운행했다. 시범 운행에서 최고 영업 속도 356,8km를 달성했다. 이 열차는 마드리드-세비야 고속선에 투입하고 있다. 2011년 2월에 렌페는 재정 문제로 신조 차량을 발주하지 않는 대신 프랑스 직결에 대비해 전기 및 신호 시스템을 개량을 시행했다. 2013년 12월에 TGV와 직결 운행하면서 마드리드, 바르셀로나에서 프랑스, 리옹, 툴루즈, 마르세유까지 연장 운행하고 있다.

## 사진

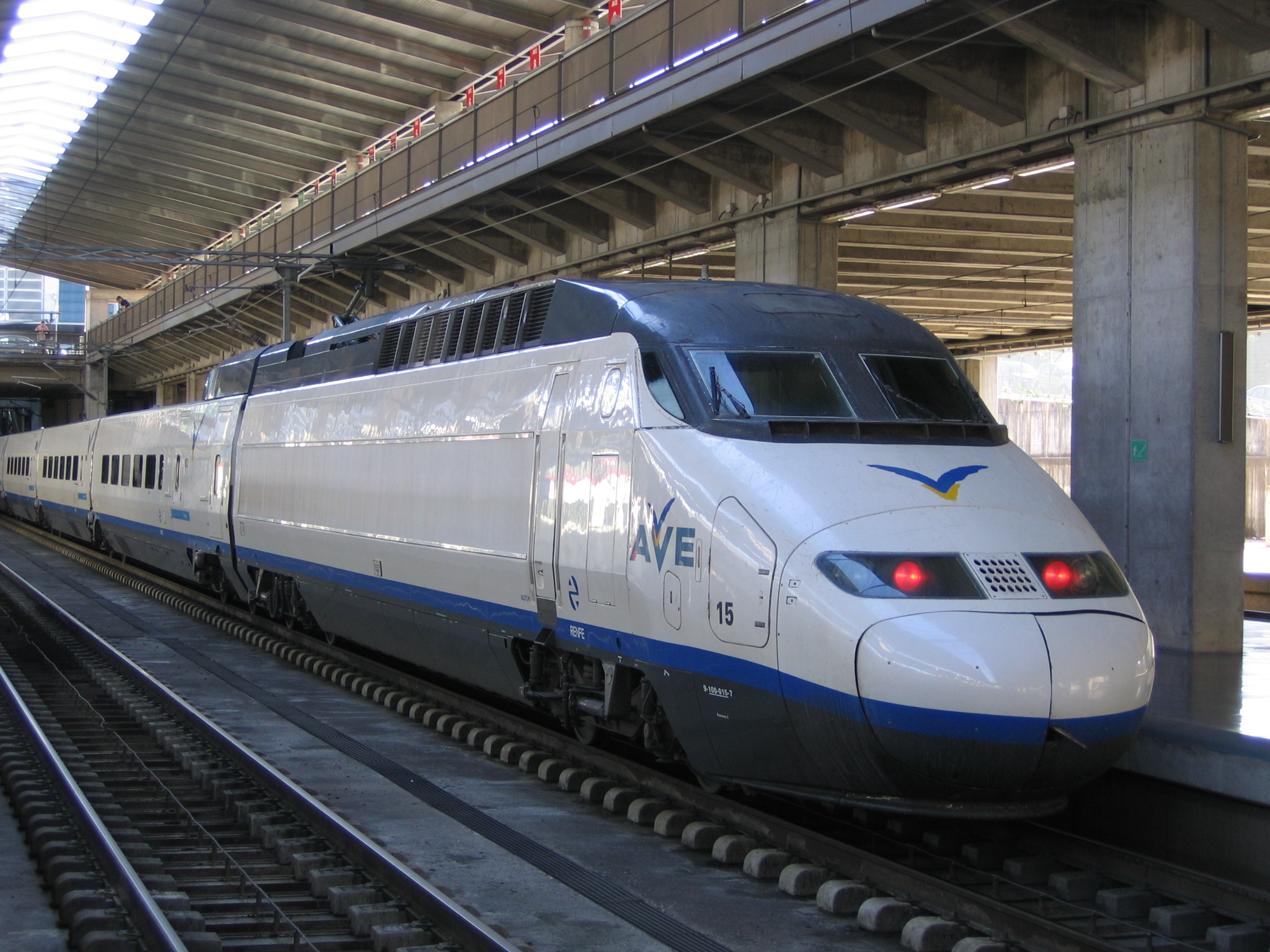
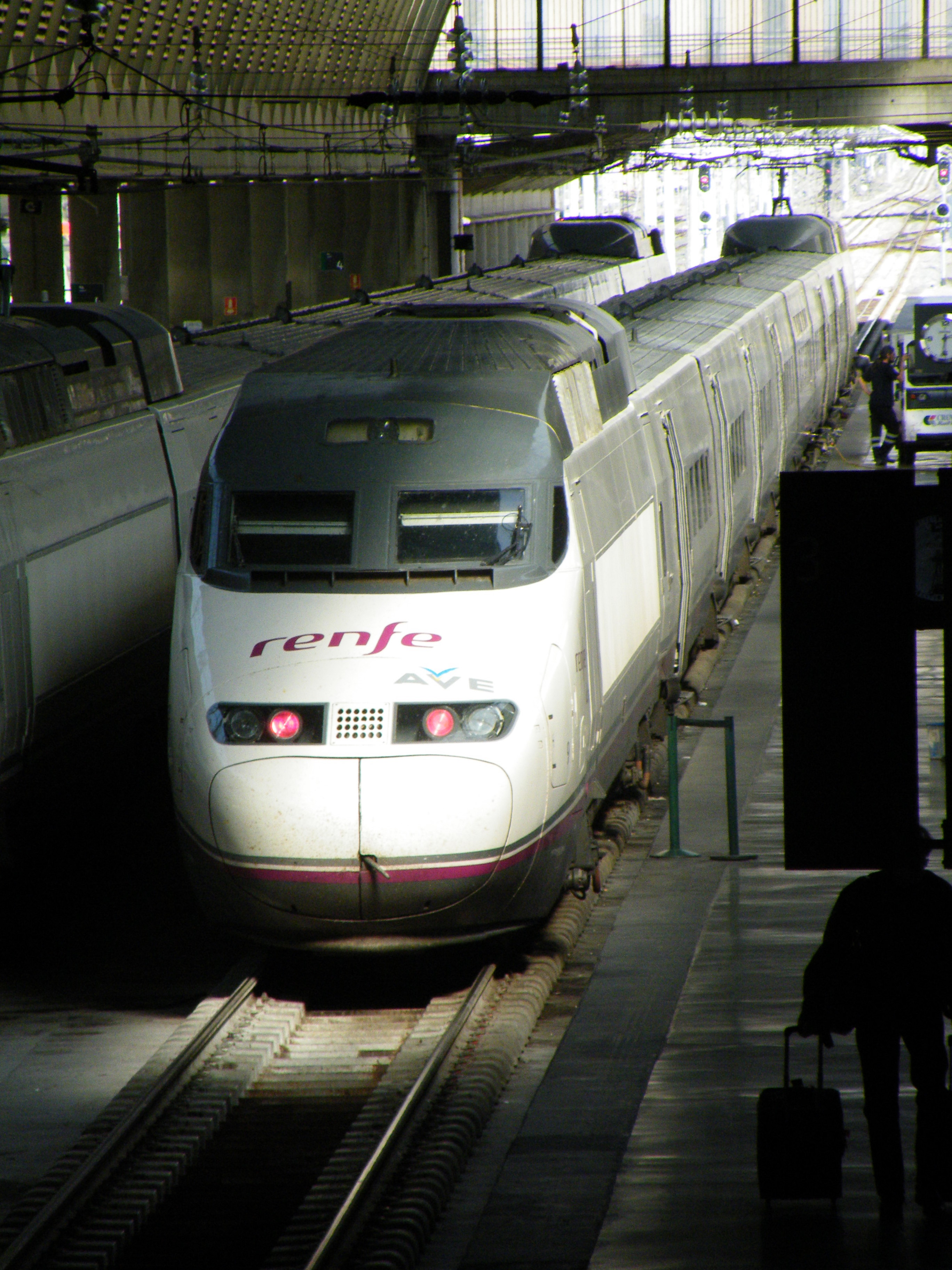
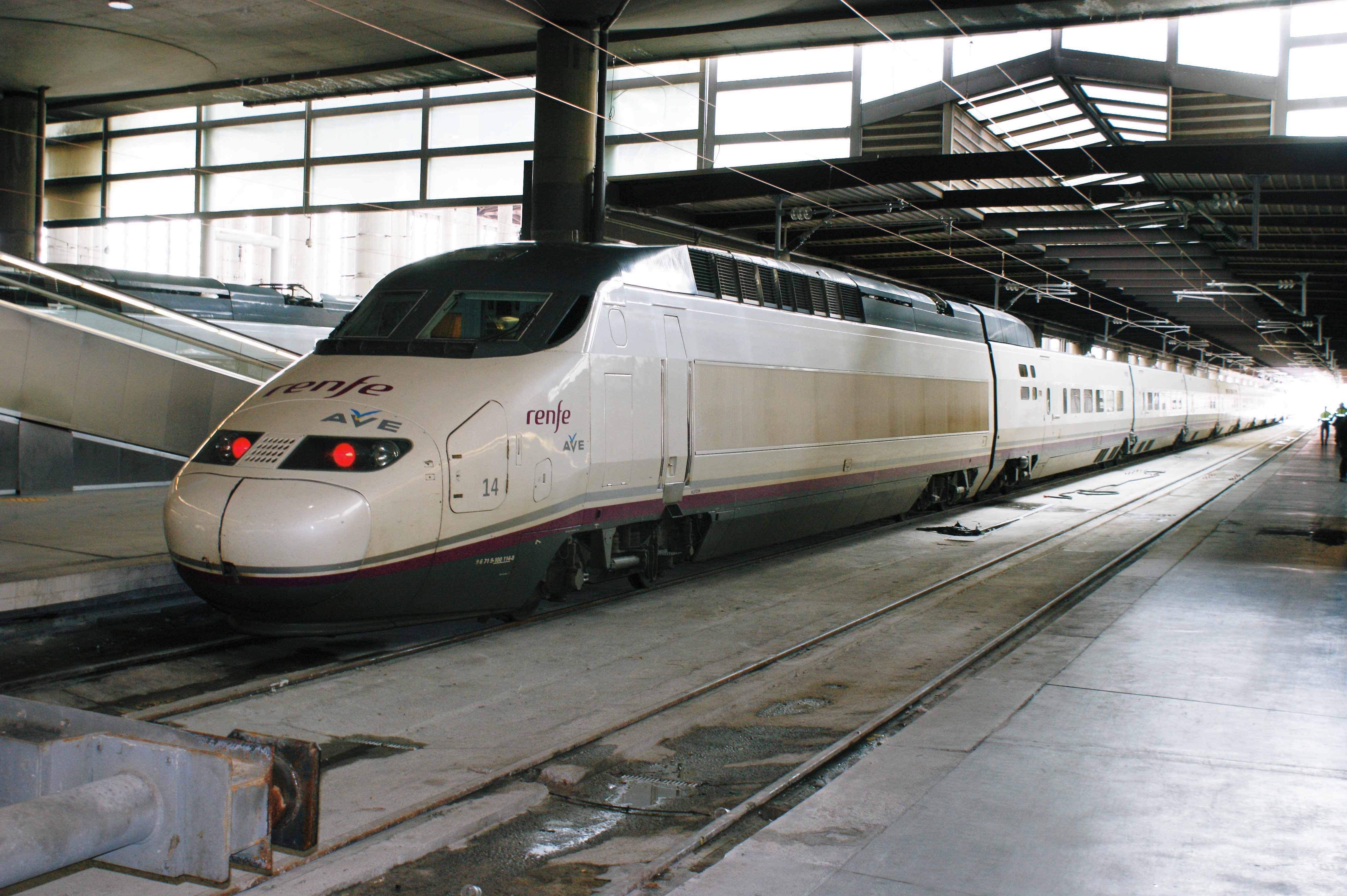
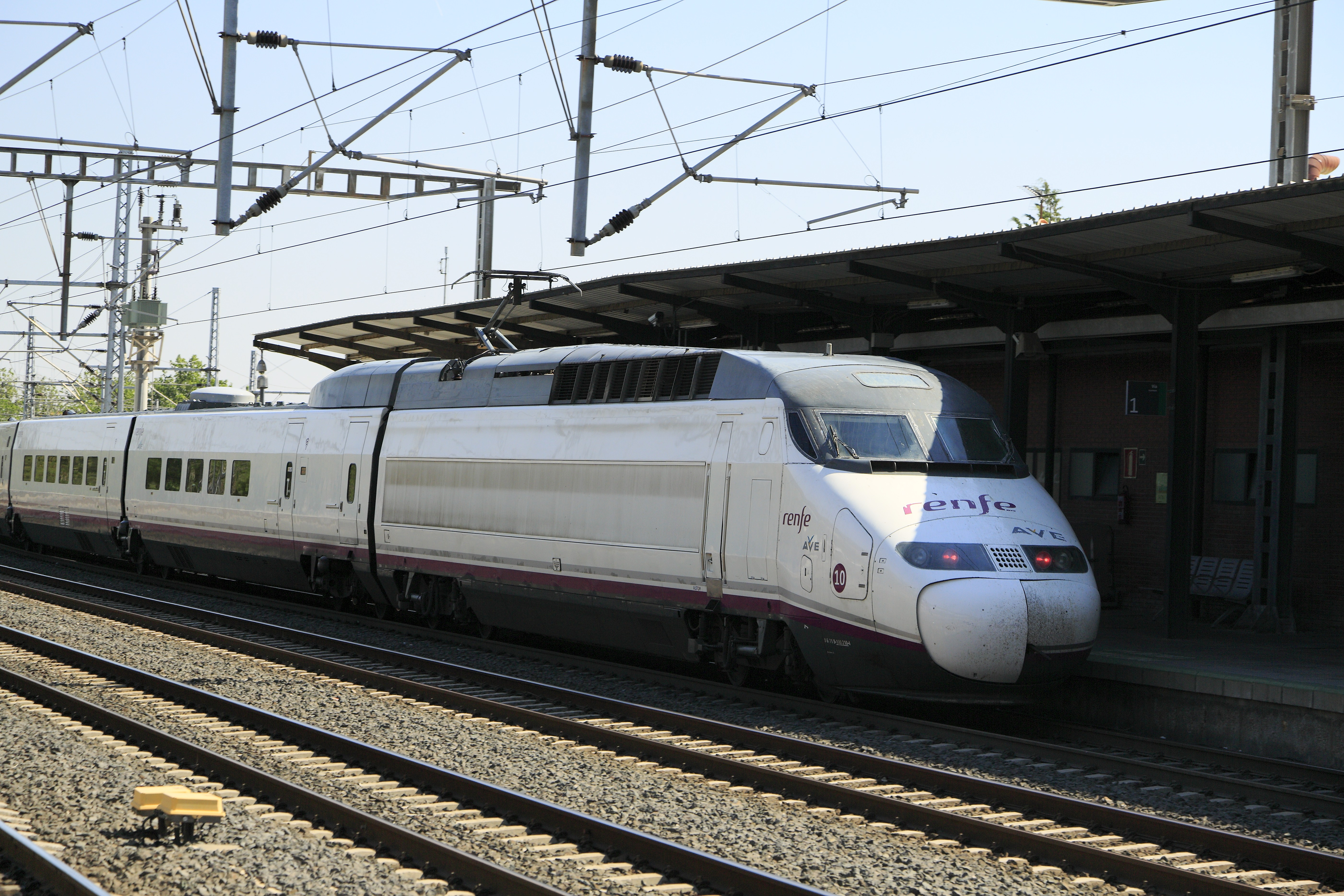
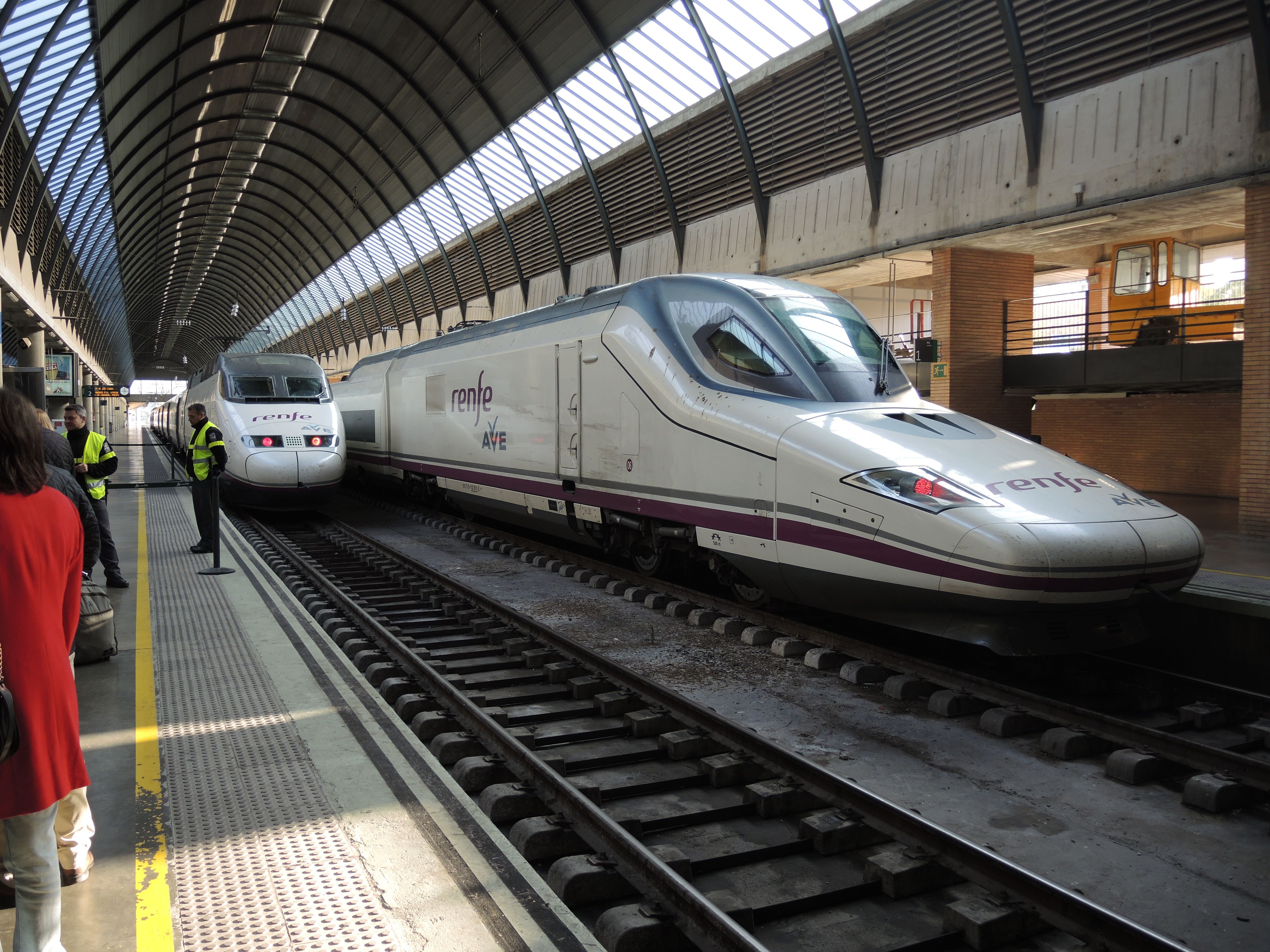

## 같이 보기
- 렌페 101급
- TGV 아틀랑티크